# Jules-André Peugeot

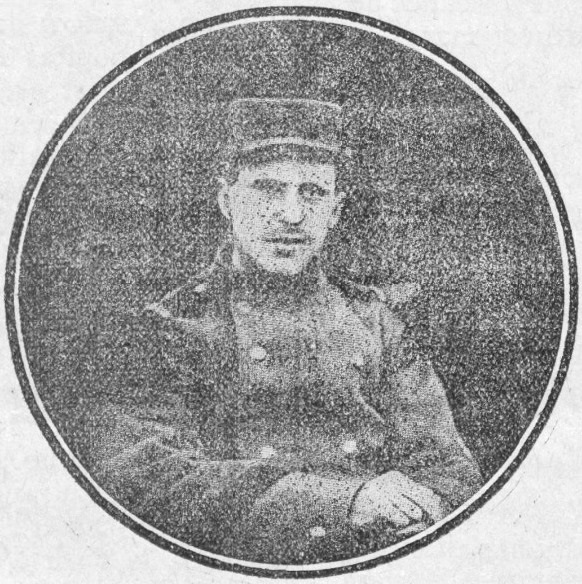
Jules-André Peugeot

Jules-André Peugeot (Étupes, 11 juni 1893 – Joncherey, 2 augustus 1914) was een Franse korporaal in de 6de compagnie, van het 44ste regiment, van de 27ste infanterie brigade, van de 14de Franse infanterie Divisie tijdens de Eerste Wereldoorlog. Voor Peugeot werd gemobiliseerd was hij docent. Jules-André Peugeot geldt als eerste gevallen Franse soldaat in de Eerste Wereldoorlog.

## Overlijden
In de ochtend van 2 augustus 1914, patrouilleerde een Duitse cavalerie-eenheid onder leiding van tweede-luitenant Albert Mayer op Frans grondgebied. Bij de Frans-Duitse grens stak Albert Mayer een Franse grenswachter met zijn sabel neer voordat hij dieper in Frankrijk trok.
Peugeot en zijn mede soldaten zaten te ontbijten in Joncherey, in het huis waar ze waren ingekwartierd. Rond 9.30 uur kwam Nicolet, een inwonende dochter van de huiseigenaar M. Doucourt binnen. Zij vertelde aan de soldaten dat er een Duitse patrouille in het dorpje was gezien. De soldaten gingen daarop meteen op zoek naar de Duitse patrouille. Om 9.59 uur troffen de beide patrouilles elkaar. Peugeot schreeuwde dat de Duitse eenheid gevangengenomen was door het Franse leger. Hierop trok Mayer zijn pistool en schoot Peugeot in de schouder. Peugeot viel terwijl hij op Mayer schoot, waardoor hij Mayer miste. Andere soldaten uit de Franse patrouille schoten vervolgens op Mayer. Mayer werd in zijn buik en hoofd geraakt en overleed ter plekke. Jules-André Peugeot overleed om 10.37 op de trappen van het huis waar hij ingekwartierd was.
Hoewel de Eerste Wereldoorlog officieel pas begon op 3 augustus 1914, wordt algemeen geaccepteerd dat zowel Albert Mayer als Jules-André Peugeot de eerste dode soldaten aan respectievelijk Duitse en Franse kant zijn. Aan Belgische kant was dat Antoine Fonck.